# Freycinetia radicans
Freycinetia radicans är en enhjärtbladig växtart som beskrevs av Charles Gaudichaud-Beaupré. Freycinetia radicans ingår i släktet Freycinetia och familjen Pandanaceae. Inga underarter finns listade.